# Severna Kosovska Mitrovica (gmina)
Severna Kosovska Mitrovica (serb. Северна Косовска Митровица, alb. Mitrovica Veriore) – gmina w Kosowie, w regionie Mitrovica. Jej siedzibą jest północna część Mitrowicy, zamieszkana w większości przez ludność serbską.

## Demografia
W 2011 roku ludność gminy szacowano na 29 460 osób. Większość z nich stanowią Serbowie – 75%. Oprócz nich wymienia się następujące grupy narodowościowe i etniczne:
1. Serbowie (22 530)
2. Albańczycy (4900)
3. Boszniacy (1000)
4. Gorani (580)
5. Turcy (210)
6. Romowie (200)
7. Egipcjanie Bałkańscy (40)

## Polityka
W wyborach lokalnych przeprowadzonych w 2017 roku kandydaci Serbskiej Listy uzyskali 14 z 19 mandatów w radzie gminy. Trzy kolejne mandaty zdobyli przedstawiciele inicjatywy Olivera Ivanovicia. W radzie zasiedli również dwaj etniczni Albańczycy. Frekwencja wyniosła 39,45%. Burmistrzem został Goran Rakić. Wybory lokalne w 2023 roku zostały zbojkotowane przez ludność serbską, wygrał je Erden Atiq, otrzymując 519 głosów (66,5%).